# Micaria
Micaria is een geslacht van spinnen uit de familie bodemjachtspinnen (Gnaphosidae).

## Soorten
De volgende soorten zijn bij het geslacht ingedeeld:
- Micaria aborigenica Mikhailov, 1988
- Micaria aciculata Simon, 1895
- Micaria aenea Thorell, 1871
- Micaria albofasciata Hu, 2001
- Micaria albovittata (Lucas, 1846)
- Micaria alpina L. Koch, 1872
- Micaria alxa Tang et al., 1997
- Micaria beaufortia (Tucker, 1923)
- Micaria belezma Bosmans, 2000
- Micaria blicki Kovblyuk & Nadolny, 2008
- Micaria bonneti Schenkel, 1963
- Micaria bosmansi Kovblyuk & Nadolny, 2008
- Micaria braendegaardi Denis, 1958
- Micaria brignolii (Bosmans & Blick, 2000)
- Micaria browni Barnes, 1953
- Micaria camargo Platnick & Shadab, 1988
- Micaria capistrano Platnick & Shadab, 1988
- Micaria charitonovi Mikhailov & Ponomarev, 2008
- Micaria chrysis (Simon, 1910)
- Micaria cimarron Platnick & Shadab, 1988
- Micaria coarctata (Lucas, 1846)
- Micaria coloradensis Banks, 1896
- Micaria connexa O. P.-Cambridge, 1885
- Micaria constricta Emerton, 1894
- Micaria corvina Simon, 1878
- Micaria croesia L. Koch, 1873
- Micaria cyrnea Brignoli, 1983
- Micaria delicatula Bryant, 1941
- Micaria deserticola Gertsch, 1933
- Micaria dives (Lucas, 1846)
  - Micaria dives concolor (Caporiacco, 1935)
- Micaria donensis Ponomarev & Tsvetkov, 2006
- Micaria elizabethae Gertsch, 1942
- Micaria emertoni Gertsch, 1935
- Micaria faltana Bhattacharya, 1935
- Micaria formicaria (Sundevall, 1831)
- Micaria foxi Gertsch, 1933
- Micaria fulgens (Walckenaer, 1802)
- Micaria funerea Simon, 1878
- Micaria galilaea Levy, 2009
- Micaria gertschi Barrows & Ivie, 1942
- Micaria gomerae Strand, 1911
- Micaria gosiuta Gertsch, 1942
- Micaria gulliae Tuneva & Esyunin, 2003
- Micaria guttigera Simon, 1878
- Micaria guttulata (C. L. Koch, 1839)
- Micaria icenoglei Platnick & Shadab, 1988
- Micaria idana Platnick & Shadab, 1988
- Micaria ignea (O. P.-Cambridge, 1872)
- Micaria imperiosa Gertsch, 1935
- Micaria inornata L. Koch, 1873
- Micaria japonica Hayashi, 1985
- Micaria jeanae Gertsch, 1942
- Micaria jinlin Song, Zhu & Zhang, 2004
- Micaria koeni (Bosmans, 2000)
- Micaria kopetdaghensis Mikhailov, 1986
- Micaria langtry Platnick & Shadab, 1988
- Micaria lassena Platnick & Shadab, 1988
- Micaria laticeps Emerton, 1909
- Micaria lenzi Bösenberg, 1899
- Micaria lindbergi Roewer, 1962
- Micaria logunovi Zhang, Song & Zhu, 2001
- Micaria longipes Emerton, 1890
- Micaria longispina Emerton, 1911
- Micaria marchesii (Caporiacco, 1936)
- Micaria marusiki Zhang, Song & Zhu, 2001
- Micaria medica Platnick & Shadab, 1988
- Micaria mexicana Platnick & Shadab, 1988
- Micaria mongunica Danilov, 1997
- Micaria mormon Gertsch, 1935
- Micaria nanella Gertsch, 1935
- Micaria nivosa L. Koch, 1866
- Micaria nye Platnick & Shadab, 1988
- Micaria otero Platnick & Shadab, 1988
- Micaria pallens Denis, 1958
- Micaria pallida O. P.-Cambridge, 1885
- Micaria palliditarsa Banks, 1896
- Micaria pallipes (Lucas, 1846)
- Micaria palma Platnick & Shadab, 1988
- Micaria palmgreni Wunderlich, 1979
- Micaria paralbofasciata Song, Zhu & Zhang, 2004
- Micaria pasadena Platnick & Shadab, 1988
- Micaria porta Platnick & Shadab, 1988
- Micaria pulcherrima Caporiacco, 1935
  - Micaria pulcherrima flava Caporiacco, 1935
- Micaria pulicaria (Sundevall, 1831)
- Micaria punctata Banks, 1896
- Micaria riggsi Gertsch, 1942
- Micaria rossica Thorell, 1875
- Micaria seminola Gertsch, 1942
- Micaria seymuria Tuneva, 2005
- Micaria silesiaca L. Koch, 1875
- Micaria siniloana Barrion & Litsinger, 1995
- Micaria sociabilis Kulczyński, 1897
- Micaria subopaca Westring, 1861
- Micaria tarabaevi Mikhailov, 1988
- Micaria tersissima Simon, 1910
- Micaria triangulosa Gertsch, 1935
- Micaria triguttata Simon, 1884
- Micaria tripunctata Holm, 1978
- Micaria tuvensis Danilov, 1993
- Micaria utahna Gertsch, 1933
- Micaria vinnula Gertsch & Davis, 1936
- Micaria violens Oliger, 1983
- Micaria xiningensis Hu, 2001
- Micaria yeniseica Marusik & Koponen, 2002
- Micaria yushuensis Hu, 2001